# ツキヨミ/彩り
『ツキヨミ/彩り』（ツキヨミ/いろどり）は、日本の男性アイドルグループ・King & Princeの11枚目となるシングル。2022年11月9日にユニバーサルミュージックから発売された。

## 概要
2022年9月19日に行われた全国アリーナツアー『King & Prince ARENA TOUR 2022 〜Made in〜』の横浜アリーナ公演で発売が発表された。
「ツキヨミ」は平野紫耀が主演するTBS系ドラマ『クロサギ』の主題歌として書き下ろされた妖しい色気が漂うアップテンポなダンスナンバーで、神宮寺は初めてこの楽曲を聴いた時、Sexy Zoneの『バィバィDuバィ〜See you again〜』を初めて聴いたときのように、新鮮で異国を感じたと述べている。「嘘」が楽曲のコンセプトとなっているが、本当は「愛」を求めていながらそれを否定し拒絶してしまう複雑な心情が描かれており、『クロサギ』のストーリーとリンクするミステリアスさも兼ね備えている。2022年11月10日には、「騙し」「混乱」「逆転」がコンセプトの時空が歪んだ世界で、RIEHATAが手掛けた「ichiban」を超える高難度ダンスをメンバーが妖艶な表情を見せながら踊るMVが公式YouTubeチャンネルで公開された。動画再生回数は1週間で450万回に迫り、2023年3月16日にはジャニーズ事務所所属のタレントでは初めて、累計1億回再生を突破した。また、TikTokでも八村倫太郎や、7人組ボーイズグループ・THE SUPER FRUIT、JO1の豆原一成らが「踊ってみた動画」を公開するなどして話題になった。
「彩り」は、大切な人との思い出や伝えきれない思いをストレートに歌ったミディアムテンポのラブソング。髙橋海人が主演するテレビ朝日系テレビドラマドラマ『ボーイフレンド降臨!』の主題歌であり、音源もドラマの特別PR映像の中で初公開された。TikTokとコラボレーションも発表され、ユーザーの顔を認識してもうすぐ降臨するであろうその人の「○○な人」や「モノ」を教えてくれる新しいエフェクト「#降臨診断」がシングル発売前の10月11日から使用可能となり、ユーザーは「彩り」の楽曲に乗せて動画を投稿することができた。10月17日に公式YouTubeチャンネルで公開されたMVは、隠れ家のアトリエでメンバーが見せる何気ない笑顔の瞬間を、髙橋がカメラでとらえていくフォトアルバムのような映像になっている。また、5人だけでムービーカメラを回してお互いの笑顔を撮り合った「彩り」特別Ver.の「KP Cam Video」が初回限定盤Bに付属するDVDに収録されている。

## リリース
初回限定盤A・B、通常盤、Dear Tiara盤の4形態で発売。Dear Tiara盤はファンクラブ会員のみ購入可能な限定商品となっている（予約受付期間：2022年10月5日18:00 - 10月25日23:59）。

### 特典
- 先着外付け特典[12]
  - 初回限定盤A：フォトカード（A6サイズ）
  - 初回限定盤B：クリアポスター（A4サイズ）
  - 通常盤（初回プレス）：アクリルキーホルダー
  - Dear Tiara盤："メンバー自撮り"ステッカーシート（A6サイズ）
- 初回封入特典[12]
  - 初回限定盤A：期間限定動画A『「ツキヨミ」Special Dance Clip』視聴シリアルナンバー
  - 初回限定盤B：期間限定動画B『「彩り」Music Video -Lip Sync ver.-』視聴シリアルナンバー
  - 通常盤（初回プレス）：期間限定動画C『「君とメリークリスマス」×セブン-イレブン2022年クリスマスCM撮影メイキング』視聴シリアルナンバー・セブン-イレブン×King & Princeアナザージャケット（1種）
- ツアー会場限定特典[26]
  - Dear Tiara盤を除く3形態：チケットホルダー（1種）

## 収録曲
クレジット出典

### CD

#### 初回限定盤A
1. ツキヨミ
作詞：いしわたり淳治 / 作曲・編曲：中村泰輔、TomoLow
  - 平野紫耀主演 TBS系金曜ドラマ『クロサギ』主題歌[30]

ラテンテイストのナンバー[15]。
2. 彩り
作詞：木村友威 / 作曲：Giz'Mo（Jam9）、Eunsol、Gou Ishikuro / 編曲：Eunsol、Gou Ishikuro、生田真心
  - 髙橋海人主演 テレビ朝日系オシドラサタデー『ボーイフレンド降臨!』主題歌[31]
3. 明日は明日の風が吹く
作詞・作曲：竹内雄彦、編曲：CHOKKAKU
応援ソング[12]。

#### 初回限定盤B
1. 彩り
2. ツキヨミ
3. オモカゲ
作詞・作曲・編曲：森大輔
失恋を歌ったバラード[12]。

#### 通常盤
1. ツキヨミ
2. 彩り
3. 君とメリークリスマス
作詞：YUUKI SANO / 作曲：YUUKI SANO・野口大志 / 編曲：野口大志
  - King & Prince出演「COME COME CHRISTMAS 7-Eleven × King & Prince（ケーキ篇）」CMソング[32]

ジングルベルのメロディーをモチーフにしたクリスマスソング[12]。
4. Misbehave
作詞：木村友威 / 作曲：Caesar Daniel Mikael、Faber Rasmus Peter、Lindell Ludwig Axel、Loui
『Memorial』のカップリング候補曲として発表されていた未音源化曲を初収録[12][注 1]。

#### Dear Tiara盤
1. ツキヨミ
2. 彩り
3. Romantic
作詞：miwaflower / 作曲：miwaflower、石塚知生 / 編曲：石塚知生
君と夢のような時間を過ごしたいという想いをロマンティックな歌詞で綴った楽曲[12]。

### DVD

#### 初回限定盤A
1. 「ツキヨミ」Music Video
2. 「ツキヨミ」Music Video ソロアングルEdit
3. 「ツキヨミ」Behind the scenes

#### 初回限定盤B
1. 「彩り」Music Video
2. 「彩り」KP Cam Video[24]
3. 「彩り」Behind the scenes

#### Dear Tiara盤
1. King & PrinceのノープランDRIVE
仕事終わりにスタッフに誘導され、1台の車に乗り込んだメンバーが、「行き先自由、5人だけのドライブを楽しんでください」というスタッフからの手紙の指示のもと、ノープランでドライブする様子を車内に設置された9台のカメラが追う[25]。シアタークリエや帝国劇場など思い出の場所を巡り、当時の思い出を語り合う5人だけのドライブの様子を収録[12]。

## チャート成績
2022年11月8日付の「オリコンデイリーシングルランキング」で60.8万枚を売り上げ、初登場1位を獲得。同年11月21日付の「オリコン週間シングルランキング」では、自己最高初週売上であったデビューシングル『シンデレラガール』の57.7万枚を上回り、791,799枚を売り上げ、初登場1位となった。その後、同年12月4日付の「同デイリーシングルランキング」で1.7万枚を売り上げたことで累積売上が100.1万枚となり、自身初のミリオンを達成。グループはデビュー当時よりミリオンヒットを目標に掲げており、今回初めて達成したことで12月5日にグループ公式Twitterで「＃ティアラミリオンありがとう」と感謝の更新を行った。本作は2022年発売のシングルとしても唯一のミリオン達成作品となり、同年12月22日に発表された『第55回 オリコン年間ランキング2022』の「作品別売上数部門」のシングルランキングにおいて、期間内売上107.5万枚で1位を獲得した。
Billboard JAPANでは初週614,173枚を記録し、同年11月16日公開のTop Singles Salesで1位を獲得。同日公開のHot 100でも「ツキヨミ」が1位を獲得した。Top Singles Salesではその後、12月7日公開のチャートでも1位に返り咲いている。また、2023年2月13日の集計により、本作が自身初のミリオンセールスを突破したことが発表された。
2025年1月13日付「オリコン週間ストリーミングランキング」で週間再生数53万7940回を記録し、累積再生数1億23万9931回で自身初の累積再生数1億回を突破した。